# 卡里比布
卡里比布是非洲西南部國家納米比亞的城市，由埃龍戈區負責管轄，位於該國首都温得和克和斯瓦科普蒙德之間，面積97平方公里，2010年人口估計約3,800。

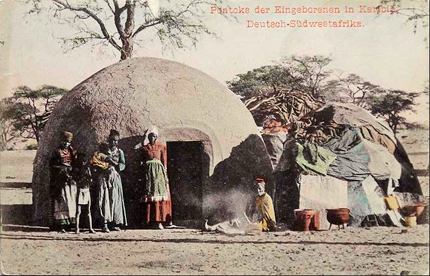
卡里比布 传统的房子，在19世纪末世纪

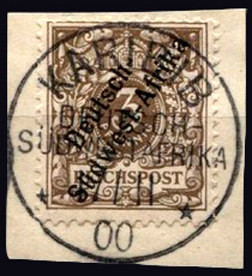
德国西南非洲的邮票邮戳为准Karibib 1900年

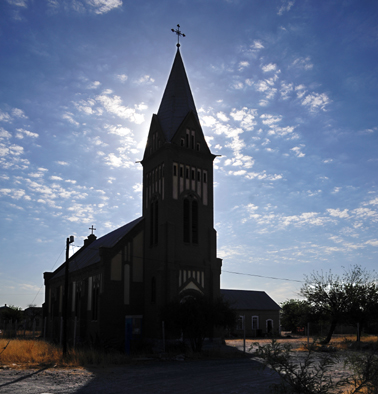
基督教堂落成，1910年